# Ray Hnatyshyn
Ramon John Hnatyshyn (Saskatoon, 16 de marzo de 1934 - Ottawa, 18 de diciembre de 2002) fue un abogado y estadista canadiense que ejerció como gobernador general de Canadá de 1990 a 1995.
Hnatyshyn nació y se educó en Saskatchewan y sirvió en los Cadetes del ejército canadiense real antes de ser elegido miembro de la Cámara de los Comunes en 1974. El 4 de junio de 1979, Hnatyshyn asumió el cargo de miembro del Consejo Privado de la Reina por Canadá y se desempeñó como ministro de la Corona en dos gobiernos no sucesivos hasta 1988.
En 1989 fue nombrado gobernador general por la reina Isabel II, por recomendación del primer ministro de Canadá, Brian Mulroney, para reemplazar a Jeanne Mathilde Sauvé como virrey, y ocupó el cargo hasta que Roméo LeBlanc lo sucedió en 1995. Como representante de la reina, Hnatyshyn demostró ser un populista, revirtiendo algunas políticas exclusivas de su predecesor, como abrir Rideau Hall tanto a los canadienses comunes como a los turistas, y fue elogiado por elevar la estatura de los canadienses ucranianos.
Posteriormente ejerció el derecho y asumió el cargo de rector de la Universidad de Carleton antes de morir de pancreatitis el 18 de diciembre de 2002.
- Datos: Q509426
- Multimedia: Ray Hnatyshyn / Q509426